# Gunnarsjö kyrka
Gunnarsjö kyrka är en kyrkobyggnad i Gunnarsjö i Varbergs kommun. Den tillhör sedan 2012 Veddige-Kungsäters församling (åren 2006-2012 Kungsäters församling och tidigare Gunnarsjö församling) i Göteborgs stift. 

## Kyrkobyggnaden
Kyrkplatsen är belägen på en höjd och kyrkan syns vida omkring. Byggnadens ålder är inte känd. Man tror dock att de äldre delarna är från medeltiden. 
Kyrkan är byggd i gråsten och består av ett rektangulärt långhus med ett tresidigt avslutat korparti, en vidbyggd sakristia i norr, ett vapenhus i söder samt ett kyrktorn i väster. Ingångar går genom tornets bottenvåning och genom vapenhuset. Av den äldsta stenkyrkan, som sannolikt uppfördes under äldre medeltiden, återstår ännu betydande delar i långhusets västra del. Vid en ombyggnad 1797 utvidgades korpartiet och fick samma bredd som långhuset. Kyrktornet med en låg korskrönt huv uppfördes 1821. Murarna är vitputsade såväl ut- som invändigt och genombryts av stickbågiga fönsteröppningar. Den enkla exteriören kontrasterar mot den rika 1700-talsinteriören. År 1964 tillbyggdes nuvarande sakristia i norr.

## Dekorationsmålningar
År 1752 bemålade Ditlof Ross takvalvet. Målningar från samma tid finns därutöver endast på bänkdörrarna. Vid byggnadens förlängning i öster 1797 målades taket över. En ommålning tillkom 1823, som utfördes av Peter Hallberg, men den saknade troligtvis figurmåleri. Vid restaurering 1930 tog man åter fram Ross takmåleri. Det under slutet av 1700-talet förlängda korpartiet kompletterades vid nämnda restaurering med bilder i samma stil utförda av konservator Carl Otto Svensson och de konserverades av Thorbjörn Engblad.

## Inventarier
- Altartavlan är från 1823 och föreställer Kristus på korset och Maria och Johannes.
- Nattvardskärl och paten i förgyllt silver är från 1823.
- Predikstolen är av ek och dess ålder är okänd. Den har tre spegelfyllningar med målningar som föreställer Markus, Matteus samt Jesus i mitten.
- Dopfunten från 1800-talet är marmorerad med mörkgrön bas. Cuppan är brunt marmorerad med förgyllda skärningar. Tillhörande dopskål i nysilver är från 1913.

### Klockor
- Storklockan är gjuten 1812. Diameter: 93 centimeter. Vikt: 525 kilogram.
- Lillklockan göts 1821. Diameter: 81 centimeter. Vikt: 325 kilogram.

### Orgel
Den nuvarande orgeln byggdes 1963 av A. Magnusson Orgelbyggeri AB.